# Strashimirita
La strashimirita es un mineral de la clase de los minerales fosfatos. Fue descubierta en 1968 en una mina de la provincia de Sofía-Ciudad (Bulgaria), siendo nombrada así en honor de Strashimir Dimitrov, petrógrafo búlgaro. Un sinónimos es su clave: IMA1967-025.

## Características químicas
Es un arseniato hidroxilado e hidratado de cobre. Las variedades fibrosas y costras de parnauíta pueden ser visualmente muy similares.

## Formación y yacimientos
Es un raro mineral secundario que se forma a partir de la oxidación de arseniuros, en la zona de oxidación de yacimientos de minerales conteniendo cobre y arsénico.
Suele encontrarse asociado a otros minerales como: tirolita, cornwallita, clinoclasa, eucroíta, olivenita, parnauíta, goudeyita, arthurita, metazeunerita, calcofilita, cianotriquita, escorodita, farmacosiderita, brochantita, azurita, malaquita o crisocola.